# 사이온지가
사이온지 가(일본어: 西園寺家 사이온지케[*])는 일본의 공가 가문으로서 9대 청화가 중 하나이다. 후지와라 북가 간인류의 일파이다. 4대 가주 사이온지 긴쓰네가 기타야마(北山)에 건립한 사이온지라는 절간에서 가명이 유래했다.